# I. János brandenburgi választófejedelem
I. János, vagy János Cicero (Ansbach, 1455. augusztus 2. – Arneburg, 1499. január 9.) brandenburgi választófejedelem 1486-tól haláláig.

## Élete
János Ansbachban született III. Albert Achilles választó fiaként. 1486-ban, édesapja halála után jutott a trónra. Mivel korábban I. Mátyás magyar király Crossent, Zülichaut és Sommerfeldet hűbérbe adta Jánosnak, Mátyás 1490-es halála után egyesek arra ösztönözték Jánost, hogy ő is vegyen részt a magyar koronáért való küzdelemben. A választófejedelem nem fogadta el a javaslatot, ehelyett inkább Mátyás utódával, II. Ulászlóval kötött barátságot és némi haszonnal járó szövetséget. Cserében 1493-ban II. Ulászló Budán lemondott a Jánosnak hűbérbe engedett birtokokról.
A választófejedelem sokat tett a Brandenburgban divatozó örökjog megszüntetésére, és támogatta a humanista tudományopsságot: Odera-Franfurtban egyetemet tervezett és ő maga is írt latin nyelvű munkákat, amiért Ciceróval hasonlították össze kortársai.
János 13 évnyi uralkodás után hunyt el Arneburgban 1499 elején. Utóda fia, I. Joachim lett.

## Lásd még
- Poroszország és Brandenburg uralkodóinak listája

| Előző uralkodó: III. Albert | Brandenburg választófejedelme 1486 – 1499 Hohenzollern | Következő uralkodó: I. Joachim |